# Georg Andersen
Georg Andersen (Noruega, 7 de enero de 1963) es un atleta noruego retirado especializado en la prueba de lanzamiento de peso, en la que ha conseguido ser medallista de bronce europeo en 1990.

## Carrera deportiva
En el Campeonato Europeo de Atletismo de 1990 ganó la medalla de bronce en el lanzamiento de peso, llegando hasta los 20.71 metros, siendo superado por los alemanes Ulf Timmermann (oro con 21.31 metros) y Oliver-Sven Buder (plata con 21.01 metros).